# Schlittschuh Club Herisau
Le SC Herisau est un club suisse de hockey sur glace de la ville d'Herisau dans le canton d'Appenzell Rhodes-Extérieures.

## Palmarès
- LNB
  - 1997
- 1re ligue
  - 1981